# Tigran Veliki
Tigran Veliki  (armenski: Տիգրան Մեծ, istočnoarmenski: Tigran Mets, zapadnoarmenski: Dikran Medz, grčki: Τιγράνης ο Μέγας) (140 – 55.  pr. Kr.; također poznat i kao Tigran II a ponekad i Tigran I) je bio car Armenije pod čijom je vladavinom Armenija nakratko postala najjačom državom istočno od Rimske Republike. Pripadao je Artaksijadskoj kraljevskoj kući. Pod njegovom vladavinom se Armensko Kraljevstvo proširilo izvan svojih tradicionalnih granica, privremeno postavši imperijom i upustivši se u brojne oružane sukobe sa susjedima Partskim i Seleukidskim Carstvom, odnosno Rimskom Republikom.